# IC 899
IC 899 је елиптична галаксија у сазвјежђу Дјевица која се налази на листи објеката дубоког неба у Индекс каталогу.
Деклинација објекта је - 8° 5' 28" а ректасцензија 13h 34m 59,4s. Привидна величина (магнитуда) објекта IC 899 износи 14,3 а фотографска магнитуда 15,3. IC 899 је још познат и под ознакама Reiz 3500, NPM1G -07.0411, PGC 170267.